# Louis Antoine Francois Baillon
Louis Antoine François Baillon (Montreuil-sur-Mer, 20 gennaio 1778 – Abbeville, 2 dicembre 1855) è stato un naturalista e ornitologo francese.

## Biografia
Fu introdotto alla Storia naturale da suo padre, un avvocato e corrispondente del Muséum national d'histoire naturelle, per il quale procurò numerosi campioni.
Lo stesso Baillon lavorò per il Museo come assistente di René Maugé, a partire dal 1798-1799 e fino al 1802, anno della morte del padre, allorché fece ritorno ad Abbeville.
Quando fallì il tentativo di ottenere la cattedra di professore liberatasi per la morte di Jean Baptiste Simon Ferdinand Desmoulins (1735-1803), divenne anch'egli, come già il padre, corrispondente del Museo; in tale ruolo, procurò al Museo numerosi campioni, facendo giungere ad oltre 6 000 esemplari la collezione di Uccelli iniziata dal padre (quanto resta di questa collezione - circa 3000 esemplari - si trova ora al Musée George-Sand et de la Vallée noire, a La Châtre, nell'Indre). 
In particolare, Baillon è noto per la collezione di scheletri di Cetacea.
In riconoscimento del suo lavoro, il suo nome fu assegnato a tre specie di Uccelli:
- la Marouette de Baillon (Porzana pusilla),
- il Puffin de Baillon (Puffinus lherminieri bailloni), endemico dell'Isola della Riunione
- il Toucan de Baillon (o Araçari - Baillonius bailloni).

## Opere
Baillon scrisse una monografia sulla fauna di Abbeville:
- Catalogue des mammifères, oiseaux, reptiles, poissons et mollusques testacés marins observés dans l'arrondissement d'Abbeville

Inoltre, collaborò alla stesura dell'opera Flore du département de la Somme et des environs de Paris di C. Pauquy del 1831.